# Prionus elegans
Prionus elegans là một loài bọ cánh cứng trong họ Cerambycidae.